# With Neatness and Dispatch
With Neatness and Dispatch er en amerikansk stumfilm fra 1918 af Will S. Davis.

## Medvirkende
- Francis X. Bushman - Paul Donaldson
- Beverly Bayne - Geraldine Ames
- Frank Currier - Roger Burgess
- Walter Miller - John Pierce
- Hugh Jeffrey - Inspector Corcoran
- Sylvia Arnold - Mary Ames
- Ricca Allen - Letitia
- Adella Barker - Fanny
- John Charles - "Slim" Keegan
- Arthur Housman - Burns
- Sidney D'Albrook - Daly